# L'aria sta finendo
L'aria sta finendo è un singolo della cantautrice italiana Gianna Nannini, pubblicato l'11 dicembre 2020 come quarto estratto dal ventesimo album in studio La differenza.

## Video musicale e polemiche
Un mese dopo la pubblicazione, il video, diretto da Luca Lumaca, è stato duramente contestato dai sindacati di polizia, che hanno percepito di essere considerati "maiali" nella parte in cui appaiono violenti maiali in divisa. Ma la cantante ed il regista si sono scusati:
(Gianna Nannini, riferendosi anche alla morte di George Floyd)
(Luca Lumaca)
 L'offesa era stata recepita anche da alcuni politici di destra, tra cui Gianni Tonelli.